# Kosmogonia Ajnów

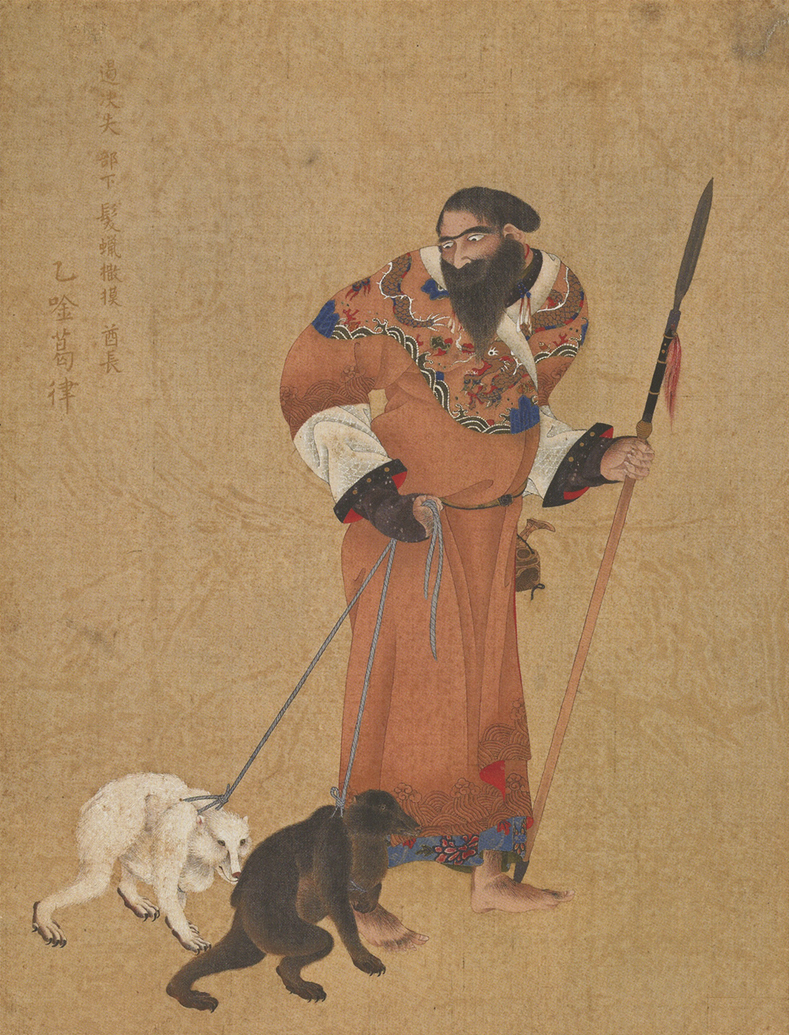
Hakyō Kakizaki (1764–1826), Portret wodza Ininkari, 1790 r.

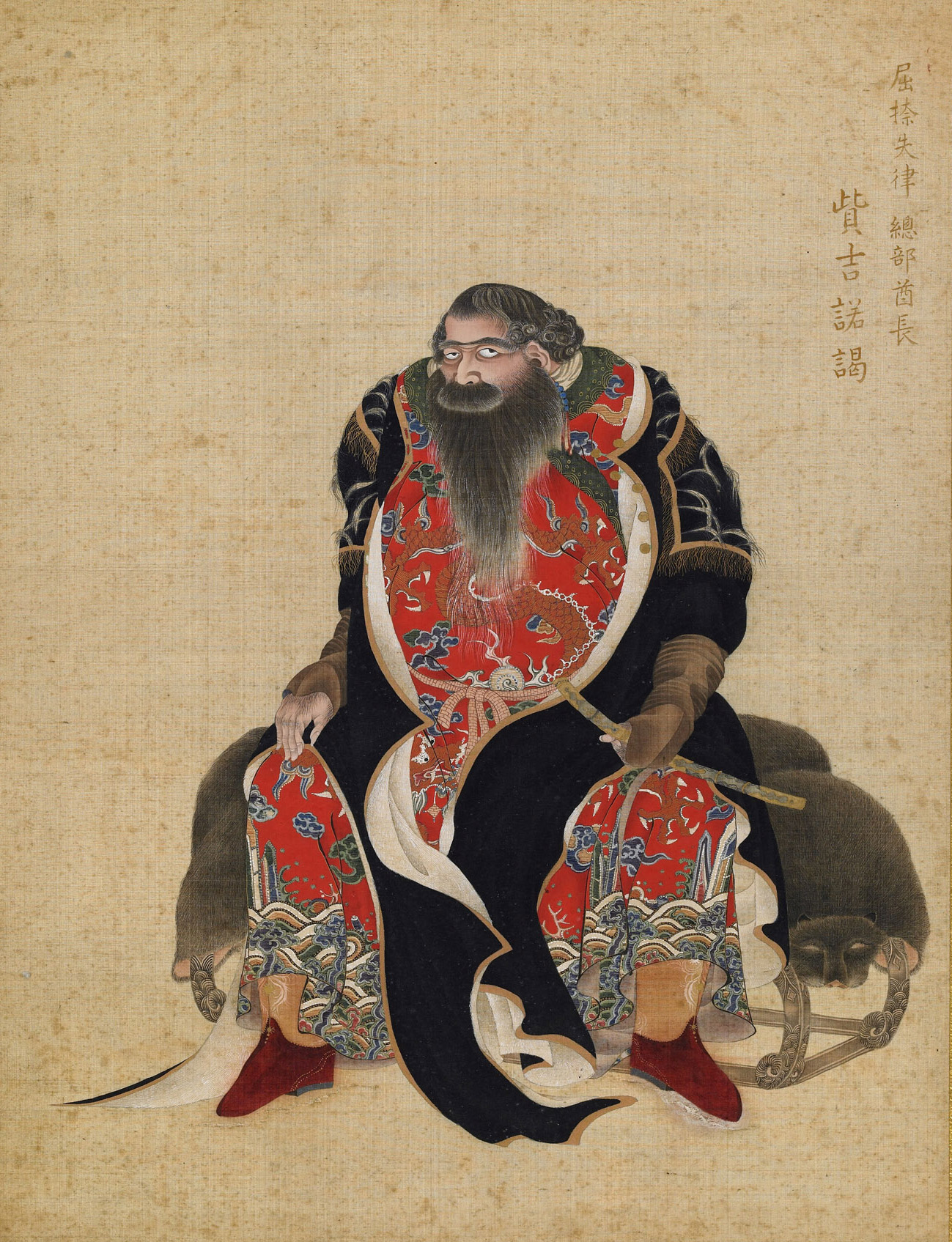
Hakyō Kakizaki, Portret wodza Tsukinoe, 1790 r.

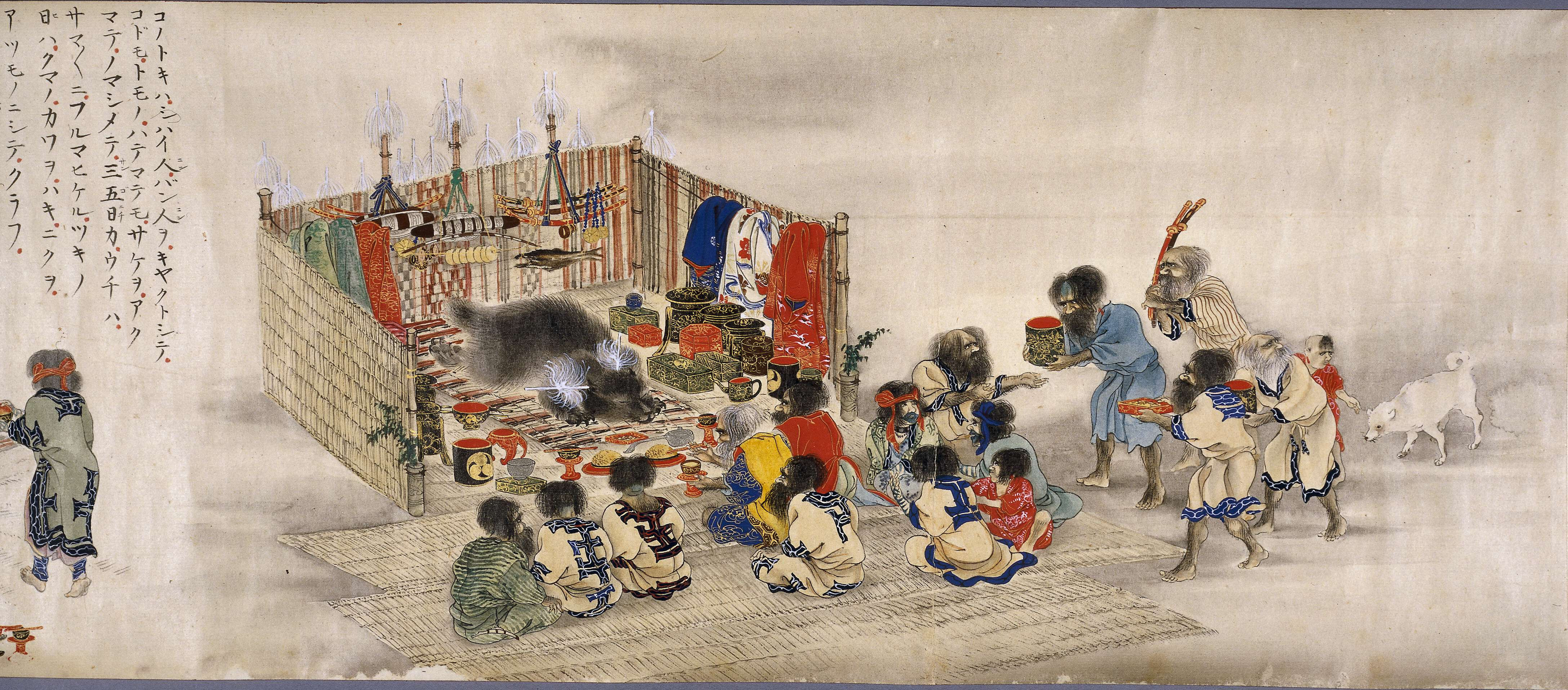
Iyomante – uwolnienie ducha niedźwiedzia (rys. z 1870 r.)

Kosmogonia Ajnów – mity ludu Ajnów o powstaniu świata.

## Wstęp
Mitologia Ajnów wykazuje pewne podobieństwa do mitologii Japończyków. Natomiast kultura i język różnią się. Ze względu m.in. na niewielką ilość materiałów źródłowych (Ajnowie nie posiadali własnego pisma) wszelkie porównania, nazewnictwo, transkrypcja, analizy i opinie bardzo się różnią w zależności od badacza i czasu prowadzonych prac. Z tego powodu należy się liczyć z wieloma wersjami i podchodzić do nich z dystansem. Ponadto dopiero w 2008 roku – po wiekach dyskryminacji i zmuszania ich do życia w nędzy – władze Japonii uznały Ajnów za ludność autochtoniczną archipelagu: „Rząd uznaje, że Ainu to rdzenni mieszkańcy, którzy mają swój język, religię i kulturę”.
Ajnowie zamieszkiwali w dalekiej przeszłości Wyspy Kurylskie, Kamczatkę, południowy Sachalin, Hokkaido (Hokkaidō) i północną część Honsiu (Honshū). Wypierani przez wieki od południa przez Japończyków mieszkają obecnie głównie na wyspie Hokkaido.

## Mitologia

### Stworzenie świata
Ajnoski mit o stworzeniu świata opiera się na motywie wydobycia Ziemi z wody. Ajnowie uważają bowiem, że na początku, nim powstał znany obecnie świat, istniała mieszanina wody, błota i przyrody nieożywionej. W wielu niebach ponad naszym światem i wielu światach poniżej naszego zamieszkiwały bóstwa, demony i zwierzęta. W najwyższym niebie przebywał bóg-stwórca Kamui (słowo wieloznaczne). Jego siedziba była chroniona potężnym murem i żelazną bramą. Kamui zdecydował się zbudować świat na grzbiecie wielkiej ryby (w niektórych wersjach pojawia się nazwa „ogromnego pstrąga”). Wysłał w tym celu małego ptaka, pliszkę, aby uczyniła Ziemię zdatną do zamieszkania. Bóg ten jest określany jako Pase kamuj (Pase-kamui lub Pase-Kamui, prawdziwy bóg).
Skrzydlaty posłaniec dotarł do powierzchni wód i błota. Uderzał w nią swymi skrzydłami i miotał się w oszołomieniu, dzięki czemu zdołał osuszyć niektóre miejsca. Tak powstały wyspy, na których zamieszkał lud Ajnów (ajnu / ainu oznacza w ich języku człowieka). Mit ten jest jedną z historii tłumaczących powstanie Ziemi jej wydobyciem z bezmiaru wód, co należy do częstych motywów w kosmogoniach. Mity te interpretuje się jako wysłanie przez stworzyciela swego ducha / słowa / myśli w postaci zwierzęcej do nieskrystalizowanego jeszcze pierwiastka kobiecego.

### Kult niedźwiedzia
Według niektórych mitycznych wersji samych Ajnów, ich mocna budowa ciała i obfite owłosienie wskazują, iż pochodzą oni od boga-niedźwiedzia, a słowo kamui, oprócz wielu innych znaczeń, oznacza także niedźwiedzia. Kult tego zwierzęcia trwa do dziś, co wiąże się z licznymi nieporozumieniami. Uważa się bowiem, że skoro jest on zabijany ceremonialnie w czasie obrzędu wysłania duchów (iyomante lub iyomande), to jest to ofiara dla boga. W rzeczywistości Ajnowie wierzą, że niedźwiedź jest przebranym duchem boga, który przychodzi do ludzi z darami jedzenia i futra. Śmierć niedźwiedzia uwalnia jego ducha, umożliwiając mu powrót do ziemi boga.
Prawdopodobnie pod wpływem mitów japońskich o niebiańskich bogach Izanami i Izanagi powstał mit o parze Okikurumi (Ainu rakkuru, Ainu-rak-guru) i jego żonie Turesz (Okikurumi-turesh-machi), która mieszkała na szczycie góry. Mieli oni syna o imieniu Aionia, który był pierwszym ajnu / ainu. To on nauczył ludzi, jak żyć właściwie i przetrwać na świecie.